# Tineocephala
Tineocephala là một chi bướm đêm thuộc họ Erebidae.